# تأمين السيارات في فرنسا
تأمين السيارات في فرنسا، هو تأمين تعويضي يُخصّص للمركبات البرية ذات المحرك والتي تتحرك على الأراضي الفرنسية وكذلك في المنطقة الاقتصادية الأوروبية.
هذا التأمين إلزامي منذ عام 1958 ويُنظم بموجب قوانين التأمين. الهدف الرئيسي لهذا التأمين هو تقديم دعم مالي في مواجهة الخسائر التي يتعرض لها المؤمن عليه أو طرف ثالث، خاصةً في حالة وقوع حادث سيارة، ولكن أيضًا لأضرار تحدث خارج حالات القيادة.
تتنوع أشكال العقود والضمانات التي تُقدمها شركات التأمين. كل عقد تأمين يُعتبر فريدًا بحسب الحالة، سواء كان ذلك بناءً على نوع المركبة أو الضمانات المختارة أو المؤمن عليه أو شركة التأمين نفسها.
تكون تأثيرات عقود التأمين ملزمة فقط في حالة وقوع حادث مؤمن عليه. في هذه الحالة، يُعوض المؤمن عليه بناءً على إشعاره، والاتفاق المصور، وتقرير الخبير، وأيضًا بناءً على شروط العقد.
يُمثّل التأمين على السيارات النصيب الأكبر من سوق التأمين الفرنسي.

## إلزام التأمين

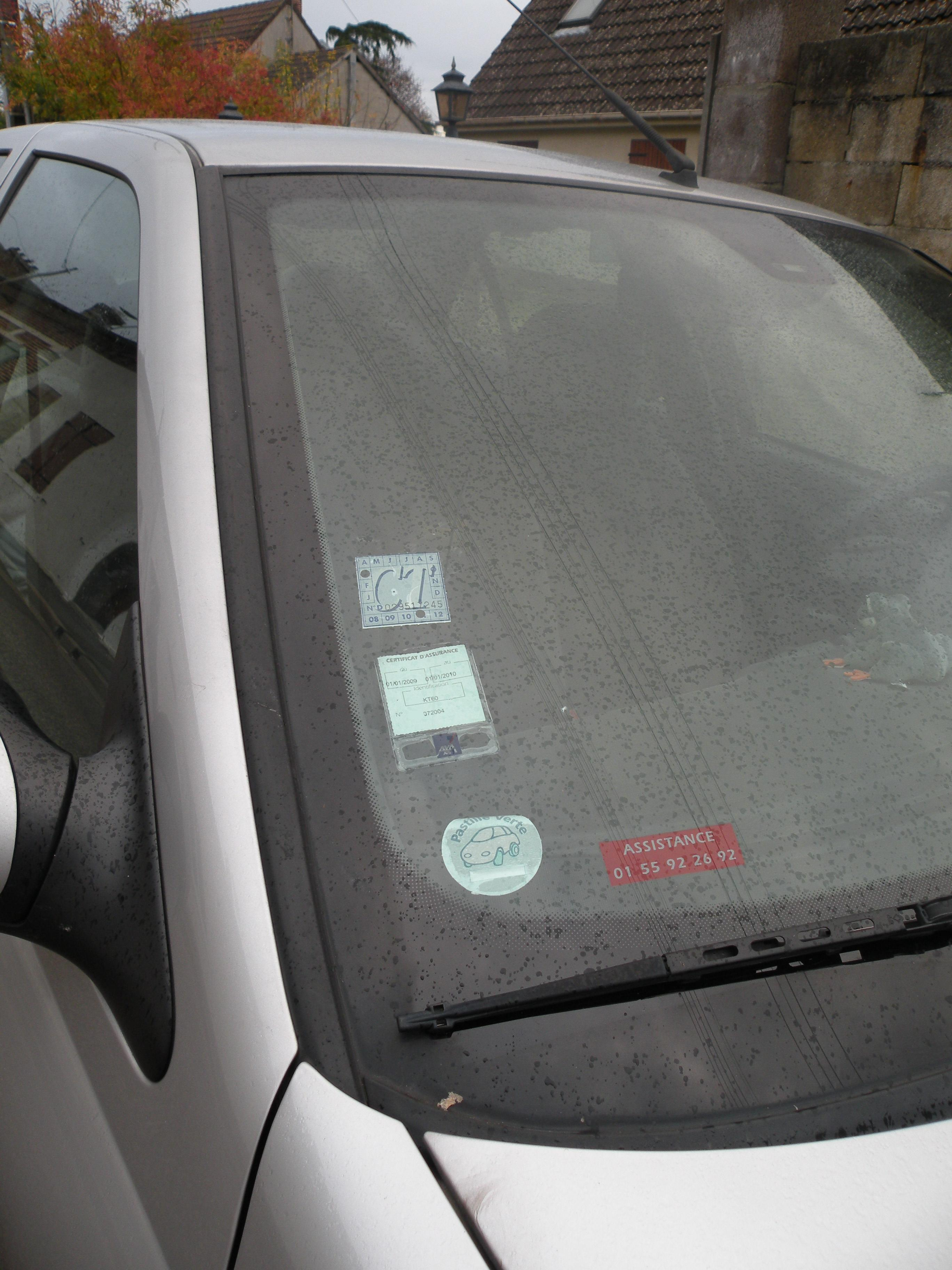
شهادة التأمين على الزجاج الأمامي (تحت إثبات الفحص الفني).

### التشريع
التأمين على السيارات أصبح إلزاميًا في فرنسا بموجب قانون الـ27 من فبراير عام 1958، والذي تم توحيده مع الجزء التنظيمي من قانون التأمين. والالزام بالتأمين ينطبق فقط على ضمان "المسؤولية المدنية"، وهذا يعني التغطية للأضرار التي يمكن أن تلحق بالأشخاص الآخرين والركاب.
يجب أن يشمل التأمين مالك المركبة وأي شخص يمتلك السيطرة أو القيادة لو كان ذلك غير مصرح به حتى على المركبة، بالإضافة إلى الركاب في المركبة المؤمن عليها. ويغطي أيضًا الأضرار التي تحدث نتيجة سقوط ملحقات أو أشياء تنقل، سواءً كان ذلك أثناء السقوط أو بعد ذلك. كما يشمل التأمين أيضًا عمليات التفريغ والتحميل.
يجب أن يكون التأمين على المسؤولية المدنية للسيارات بدون قيود للمبالغ المالية فيما يتعلق بالأضرار البدنية، وعلى الأقل بمبلغ مليون يورو لكل مركبة ولكل حادث مادي.
إذا رُفض سائق سيارة من عدة شركات تأمين، يمكنه التوجه إلى المكتب المركزي لتقدير التأمين الذي يقوم بمساعدته في العثور على تأمين مناسب.

## عواقب الجرائم والاحتيال
تعتبر مكافحة الاحتيال مسألة مهمة بالنسبة لشركات التأمين على الرغم من صعوبة تحديد حجم الخسائر. وفي الواقع، فإن حاملي وثائق التأمين المزورة على استعداد لخداع شركة التأمين لكسب المزيد من المال. سواء أثناء التسجيل، أو بتقديم إقرار كاذب، أو أثناء المطالبة بإعلان حوادث كاذبة أو التخريب المتعمد أو تحريف الظروف أو مقدار الضرر.

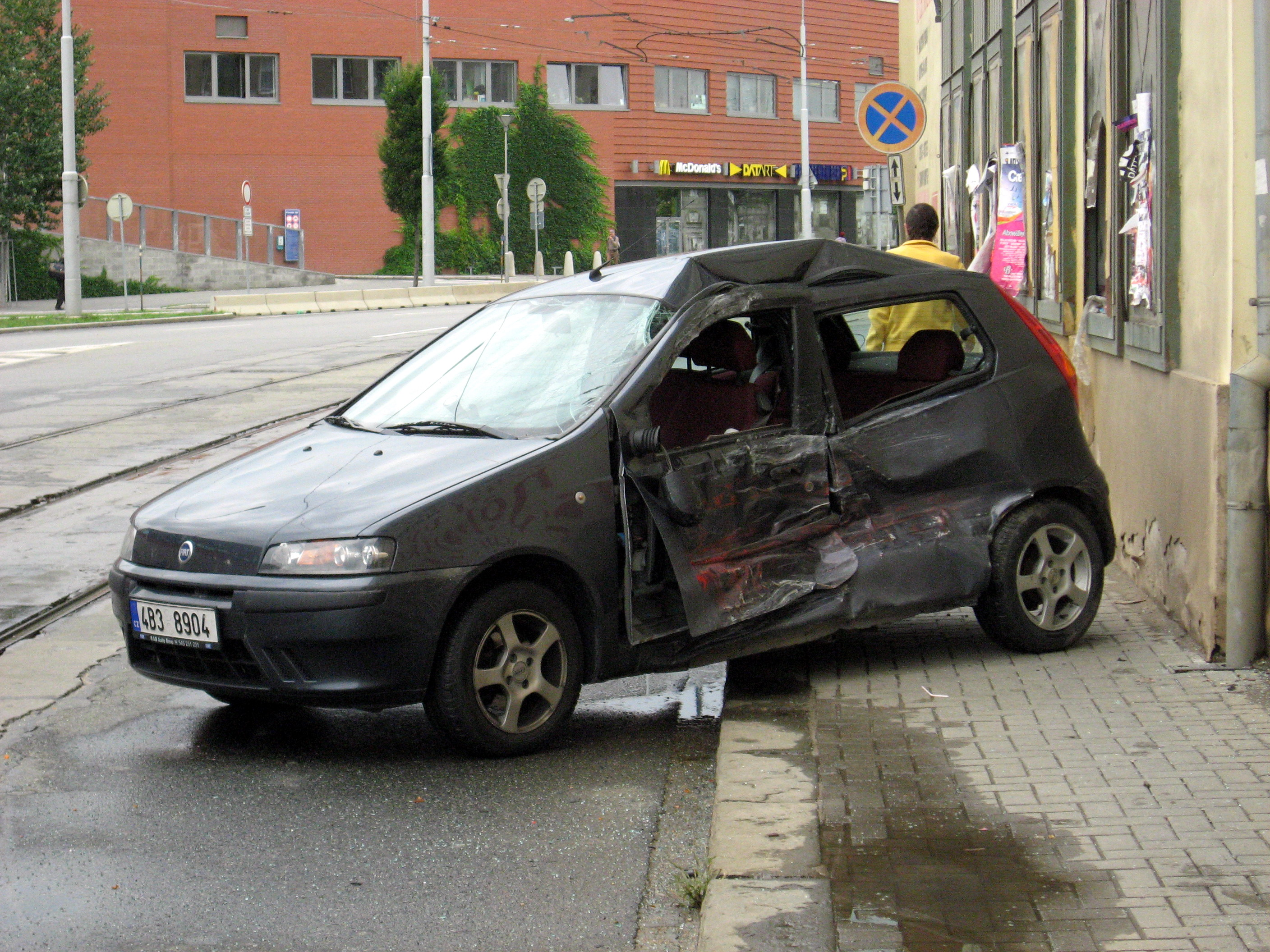
سيارة متضررة.

ومن بين العواقب الناجمة عن الجرائم والاحتيال:
- يمكن أن يكون نقص التأمين عائقًا أمام البحث عن شركة تأمين. في الواقع، لا تقبل بعض الشركات في التأمين على السيارة التي ظلت بدون تأمين لفترة طويلة.
- إن الإقرار الكاذب وقت الاكتتاب يمكن أن يؤدي إما إلى بطلان العقد عند ثبوت سوء النية، أو إلى إنهائه خلال عشرة أيام من قبل الشركة، أو في أحسن الأحوال إلى تسوية الأقساط. عند ملاحظة الإقرار الكاذب بعد الخسارة، تُطبق قاعدة القسط النسبي.[3]
- يؤدي الاحتيال أثناء المطالبة إلى إيقاف التغطية، وغالبًا ما يتبعها إنهاء العقد.
- إذا لوحظ بعد وقوع حادث خطير، يجوز تطبيق عقوبة إضافية، بما في ذلك:
  - حادث تسبب فيه السائق تحت تأثير الكحول: زيادة بنسبة 150%.
  - الحوادث بعد تعليق الترخيص: زيادة بنسبة 50% إلى 100%.
  - الضرب والهرب: زيادة بنسبة 100%.
  - التصريح الكاذب: زيادة 100%.

وفي عام 2020، تسبب السائقون غير المؤمن عليهم في وقوع 27332 ضحية، من بينهم 7984 ضحية جسدية، من بينهم 128 ماتوا بتكلفة 106.3 مليون يورو وفقًا لـ FGAO.
في عام 2020، 60% من سائقي السيارات غير المؤمن عليهم تقل أعمارهم عن 35 عامًا. المقاطعات التي تقع فيها حوادث بدون تأمين هي بشكل رئيسي سين سان دوني وفال دو مارن وبوش دو رون.

## سوق التأمين
يمثل سوق التأمين على السيارات حوالي 10% من سوق التأمين في فرنسا.
مع تحرير وفتح سوق التأمين الموحد في عام 1994، سمح سوق التأمين على السيارات في فرنسا بالاشتراك في وثائق التأمين في سوق الاتحاد الأوروبي للمستهلكين والسماح لشركات التأمين بدخول أسواق جديدة. ومع ذلك، من الناحية العملية، في عام 2014، تأمين السيارات في فرنسا يؤمن فقط لحاملي وثائق التأمين الفرنسيين ولا يمكن لحاملي وثائق التأمين الفرنسيين تأمين أنفسهم إلا من خلال التأمين على السيارات في فرنسا.